# Passage du prince Christian
Le passage du Prince Christian (Groenlandais: Ikerasassuaq; en danois : Prins Christian Sund) est une voie d'eau dans le Sud du Groenland. 
Il sépare le continent de Sammisoq (l'Île de Christian IV) et les autres îles de l'archipel du Cap Farewell, près de la pointe sud du Groenland. Le nom a été donné en l'honneur du prince, qui deviendra plus tard, le roi Christian VIII de Danemark.

## Géographie
Le passage du Prince Christian relie la mer du Labrador à la mer d'Irminger (océan Atlantique). Il est long d'environ 100 km et il est étroit de parfois seulement 500 m. Il y a seulement une agglomération humaine sur ce passage, Aappilattoq.
Le long système de fjords est la plupart du temps entouré par des montagnes abruptes atteignant plus 2200 m d'altitude,. De nombreux glaciers se jettent dans ses eaux où ils vêlent des icebergs. Il y a souvent de forts courants de marée limitant la formation de glace.  a beaucoup de ramifications, comme Kangerluk Fjord au nord, à mi-chemin à travers le fjord, Ikeq Fjord au sud et à l'ouest Ilua Fjord, Ikerasaq Fjord (Akuliarutsip Aami), Utoqqarmiut Fjord (Pamialluup Kujatinngua) et le Torsukattak Fjord.

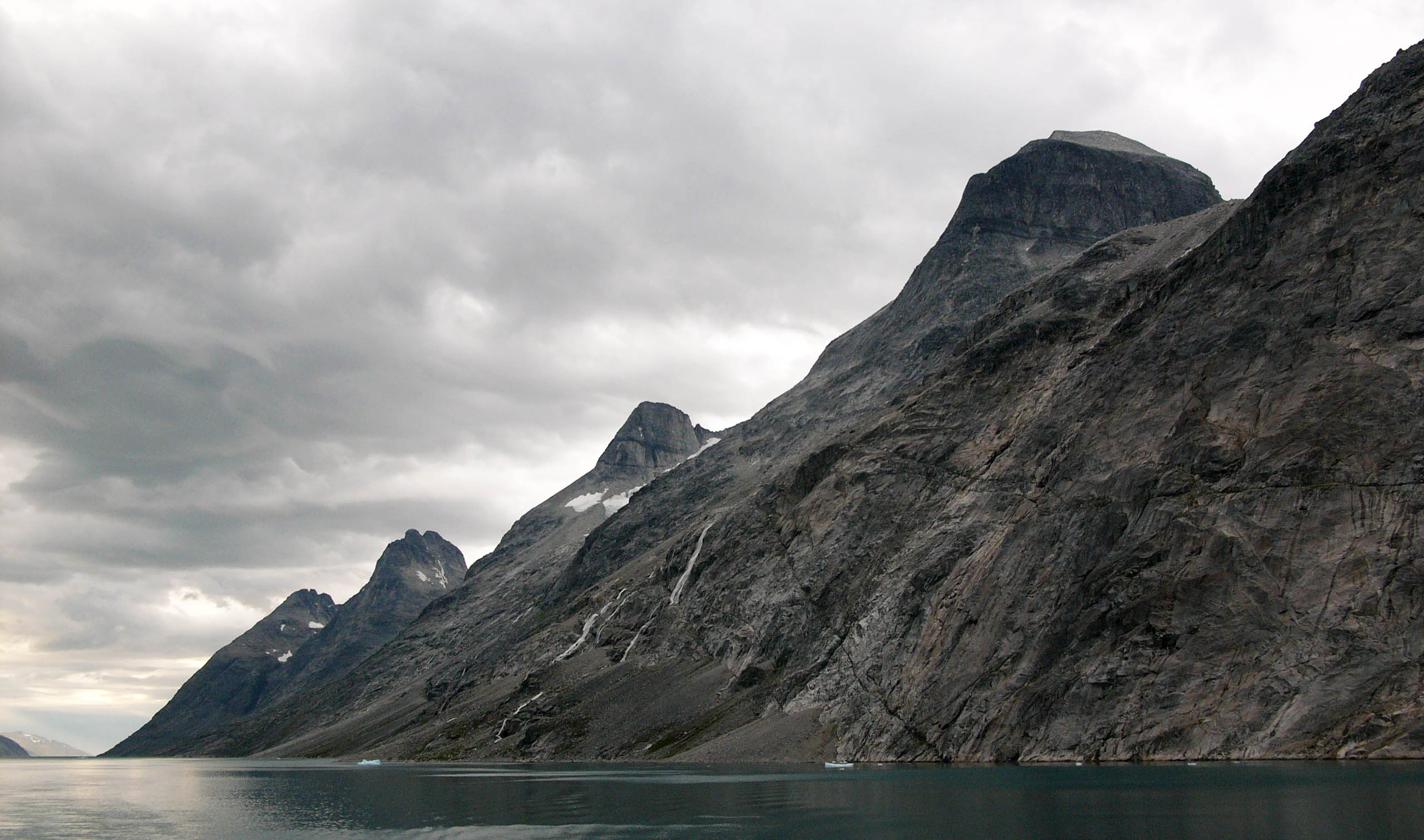
Vue d'une rive.
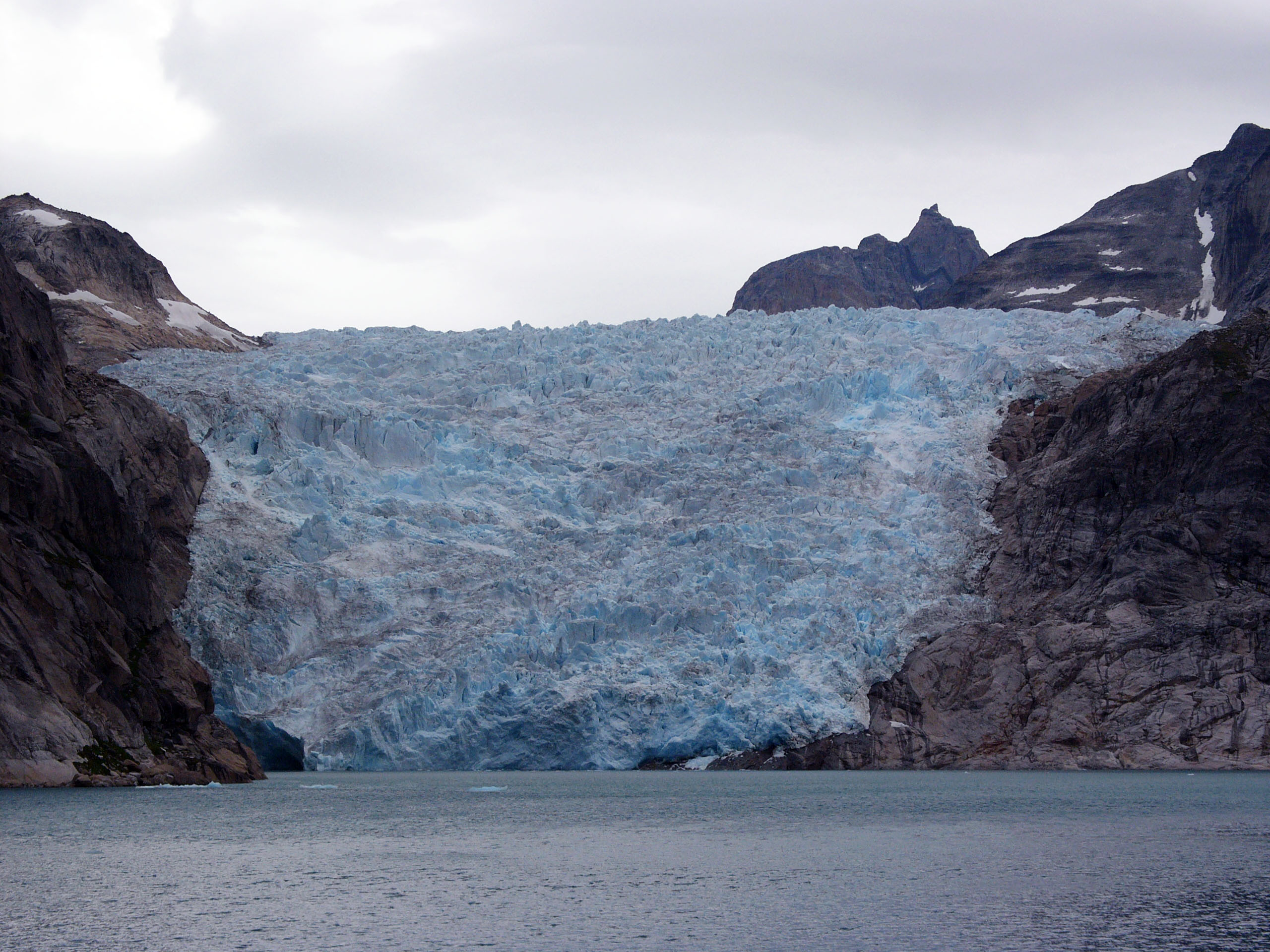
Tête d'un glacier.

## Tourisme
Le passage du Prince Christian offre de superbes paysages et à plusieurs reprises chaque été, des bateaux de croisière parfois aussi grand que l'Eurodam l’empruntent.

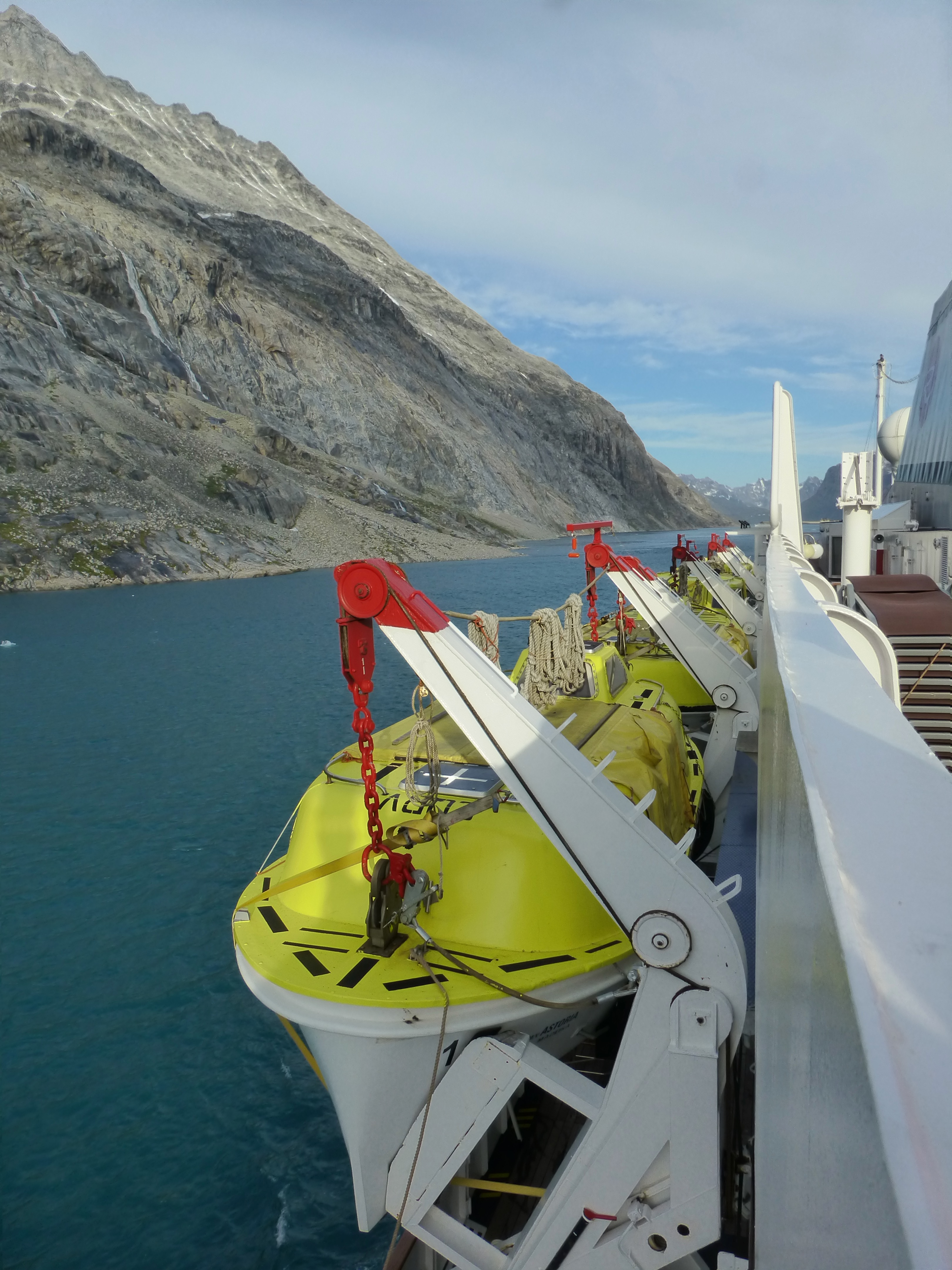

## Le climat
Le climat du passage du Prince Christian est de type arctique maritime à faible variations de température annuelle pour sa latitude. Les températures estivales sont au-dessous des exigences de la limite des arbres , alors que les longs hivers sont relativement doux pour sa haute latitude.
| Données climatiques pour le passage du prince Christian 1961-1990, extrêmes 1958-1999 | Données climatiques pour le passage du prince Christian 1961-1990, extrêmes 1958-1999 | Données climatiques pour le passage du prince Christian 1961-1990, extrêmes 1958-1999 | Données climatiques pour le passage du prince Christian 1961-1990, extrêmes 1958-1999 | Données climatiques pour le passage du prince Christian 1961-1990, extrêmes 1958-1999 | Données climatiques pour le passage du prince Christian 1961-1990, extrêmes 1958-1999 | Données climatiques pour le passage du prince Christian 1961-1990, extrêmes 1958-1999 | Données climatiques pour le passage du prince Christian 1961-1990, extrêmes 1958-1999 | Données climatiques pour le passage du prince Christian 1961-1990, extrêmes 1958-1999 | Données climatiques pour le passage du prince Christian 1961-1990, extrêmes 1958-1999 | Données climatiques pour le passage du prince Christian 1961-1990, extrêmes 1958-1999 | Données climatiques pour le passage du prince Christian 1961-1990, extrêmes 1958-1999 | Données climatiques pour le passage du prince Christian 1961-1990, extrêmes 1958-1999 | Données climatiques pour le passage du prince Christian 1961-1990, extrêmes 1958-1999 |
| Mois                                                                                  | Jan                                                                                   | Fév                                                                                   | Mar                                                                                   | Avr                                                                                   | Mai                                                                                   | Juin                                                                                  | Juil                                                                                  | Août                                                                                  | Sept                                                                                  | Oct                                                                                   | Nov                                                                                   | Déc                                                                                   | Année                                                                                 |
| ------------------------------------------------------------------------------------- | ------------------------------------------------------------------------------------- | ------------------------------------------------------------------------------------- | ------------------------------------------------------------------------------------- | ------------------------------------------------------------------------------------- | ------------------------------------------------------------------------------------- | ------------------------------------------------------------------------------------- | ------------------------------------------------------------------------------------- | ------------------------------------------------------------------------------------- | ------------------------------------------------------------------------------------- | ------------------------------------------------------------------------------------- | ------------------------------------------------------------------------------------- | ------------------------------------------------------------------------------------- | ------------------------------------------------------------------------------------- |
| Maximum °C                                                                            | 7,5                                                                                   | 9,0                                                                                   | 9,0                                                                                   | 11,6                                                                                  | 14,0                                                                                  | 20,0                                                                                  | 24,2                                                                                  | 20,9                                                                                  | 20,0                                                                                  | 14,2                                                                                  | 9,8                                                                                   | 13,4                                                                                  | 24,2                                                                                  |
| Moyenne haute °C                                                                      | −1,9                                                                                  | −1,8                                                                                  | −1,3                                                                                  | 1,5                                                                                   | 4,4                                                                                   | 7,3                                                                                   | 9,8                                                                                   | 9,6                                                                                   | 6,9                                                                                   | 3,5                                                                                   | 0,6                                                                                   | −0,9                                                                                  | 3,1                                                                                   |
| Moyenne basse °C                                                                      | −6,2                                                                                  | −6,3                                                                                  | −5,9                                                                                  | −3,5                                                                                  | −0,6                                                                                  | 1,2                                                                                   | 3,3                                                                                   | 3,3                                                                                   | 1,9                                                                                   | −0,7                                                                                  | −3,4                                                                                  | −5,1                                                                                  | −1,8                                                                                  |
| Minimum °C                                                                            | −20,0                                                                                 | −16,0                                                                                 | −16,9                                                                                 | −15,2                                                                                 | −10,2                                                                                 | −5,5                                                                                  | −3,6                                                                                  | −3,5                                                                                  | −3,2                                                                                  | −6,9                                                                                  | −12,0                                                                                 | −15,3                                                                                 | −20                                                                                   |
| Précipitations moyennes mm                                                            | 262                                                                                   | 246                                                                                   | 205                                                                                   | 227                                                                                   | 175                                                                                   | 136                                                                                   | 129                                                                                   | 173                                                                                   | 233                                                                                   | 219                                                                                   | 227                                                                                   | 251                                                                                   | 2 483                                                                                 |
| Moyenne des jours de pluie (≥ 1 mm)                                                   | 15,9                                                                                  | 15,6                                                                                  | 14,1                                                                                  | 14,2                                                                                  | 12,5                                                                                  | 10,0                                                                                  | 10,5                                                                                  | 10,4                                                                                  | 12,7                                                                                  | 12,7                                                                                  | 13,0                                                                                  | 15,1                                                                                  | 156,7                                                                                 |
| Moyenne des jours de neige                                                            | 16,6                                                                                  | 15,8                                                                                  | 15,0                                                                                  | 13,6                                                                                  | 7,8                                                                                   | 1,8                                                                                   | 0,2                                                                                   | 0,1                                                                                   | 3,0                                                                                   | 9,1                                                                                   | 13,5                                                                                  | 14,6                                                                                  | 111,1                                                                                 |
| Source: http://www.dmi.dk/fileadmin/user_upload/Rapporter/TR/2000/tr00-18.pdf         |                                                                                       |                                                                                       |                                                                                       |                                                                                       |                                                                                       |                                                                                       |                                                                                       |                                                                                       |                                                                                       |                                                                                       |                                                                                       |                                                                                       |                                                                                       |